# 盧有容
盧有容 (1889年—1945年)，是廣東粵劇創作名家，清朝光緒十五年舊曆五月十五日出生，至中華民國三十四年七月十七日逝世，原籍廣州莞城沙巷步步高人士，名魯史，字雲耶，號范陽夢覺山人，戲行內尊稱他為「容叔」。

## 經歷
盧有容是家中之次子，兄長及姊妹都早殀。他家學淵源，12歲起讀過私塾約兩年，22歲時在自治研究所畢業，兼在半夜師範講習所畢業，25歲起，先後在望溪鄉宏益小學、玉勒村私塾、香港開文學校、及香港敦梅學塾教授國學古文，又期間，為縣署錄事及粵劇編劇。
- 1926年，為廣州「大羅天」專職編撰歌曲，與馬師曾合作，作品《洞房之夜》、《花蝴蝶》、《腸斷蕭郎一紙書》及《眾仙同詠大羅天》等。
- 1928年7月為「國風劇團」編劇，創作《天網》等名劇。
- 1930年至1932年，美國三藩市「大舞臺」任「曲部選述」。
- 1933年，為香港「太平戲院」馮顯洲、黃金台等合作。

## 作品 劇目
《班超》、《欲魔》、《戇俠》、《天網》、《野花香》、《轟天雷》、《孔雀屏》、《雌雄花》、《莽孝子》、《誰是父》、《龍城飛將》、 《粉墨狀元》、《鬥氣姑爺》、《火燒石室》、《侯門小姐》、《清宮冷艷》、《情覺情霜》、《亂世忠臣》、《蒙古王子》、《義丐存孤》、 《情泛碧皇宮》10、《聲震白門樓》、 《原來我誤卿》、《刁蠻公主戇駙 馬》11、《斷腸蕭郎一紙書》、《贏得青樓薄倖名》等。

## 外部參考
1. ↑  香港中文大學戲曲資料中心: 香港戲曲通訊[永久]